# 碧血青天珍珠旗
《碧血青天珍珠旗》是香港亞洲電視1994年11月首播電視劇、此劇為《楊家將》故事改編劇集之一。監製為楊紹鴻。《碧血青天楊家將》劇集是姊妹篇，並緊接一週播出，此劇是由當時亞視主席林伯欣的夫人林余寶珠批准拍攝,並自陶腰包製作全新的"珍珠旗"作為道具。
演員陣容上由於金超群未能續演,因此包拯一角改由原為粵語配音的譚炳文飾演，其餘演員全部跟上一輯一樣，並加入當紅小生劉松仁助陣。

## 劇情介紹
本集故事圍繞朝廷傳出太祖年間，有護國「珍珠旗」助戰而平天下，引來西夏爭奪，最後楊宗保得發現珍珠旗，但珍珠旗竟然是宋太祖與後周世宗立約禪讓，並協定此旗再現趙宋江山則歸還柴氏，當時柴氏一脈則只剩柴郡主之子，即楊宗保自己⋯⋯

## 演員表

### 開封府
- 包　拯——譚炳文飾
- 公孫策——馮　國飾
- 展　昭——甄志強飾
- 王　朝——曾贊安飾
- 馬　漢——鄭　賢飾
- 張　龍——周兆麟飾
- 趙　虎——鄒煒倫飾

### 楊家将
- 楊令公——梁　天飾
- 佘太君——李香琴飾
- 柴郡主——鮑起靜飾
- 楊宗保——徐少強飾
- 穆桂英——麥景婷飾
- 楊排風——苑瓊丹飾
- 楊文廣——李潤祺飾
- 韋靈兒——王豔娜飾
- 楊八妹（楊延琪）——陳麗雲飾
- 楊九妹（楊延瑛）——譚少英飾
- 楊　洪——王清河飾
- 焦廷貴——曾瑋明飾
- 孟定國——姜皓文飾

### 皇族
- 宋仁宗——潘志文飾
- 襄陽王——王　戎飾
- 趙　寧——蔡濟文飾
- 狄　青——劉松仁飾
- 朝陽郡主——楊玉梅分飾
- 宋太祖——鄧浩光飾

### 西夏
- 李元昊——呂頌賢飾
- 望月女主——楊玉梅飾
- 杜秋娘——王薇飾

### 其他
- 顧小憐——萬綺雯飾
- 王延齡——司馬華龍飾
- 遼　主——梁　珊飾
- 林　雲——龍貫天飾
- 花蕊夫人飾——南紅飾
- 孟勝男——陳麗斯飾

| 香港亞洲電視本港台 星期一至五 19:30-20:30 | 香港亞洲電視本港台 星期一至五 19:30-20:30 | 香港亞洲電視本港台 星期一至五 19:30-20:30 |
| ----------------------------------------- | ----------------------------------------- | ----------------------------------------- |
|                                           | （1994.11.7 - 1994.12.16）                |                                           |
| 碧血青天楊家將 （1994.9.26 - 1994.11.4）  | 郎心如鐵 （1994.12.19 - 1995.1.29）       |                                           |